# Trond Nymark
Trond Nymark (Bergen, 28 dicembre 1976) è un ex marciatore norvegese, campione mondiale della 50 km a Berlino 2009.

## Palmarès
| Anno | Manifestazione  | Sede        | Evento       | Risultato | Prestazione | Note                                     |
| ---- | --------------- | ----------- | ------------ | --------- | ----------- | ---------------------------------------- |
| 1997 | Europei U23     | Turku       | Marcia 20 km | 14º       | 1h29'44"    |                                          |
| 1998 | Europei         | Budapest    | Marcia 50 km | 19º       | 4h02'33"    |                                          |
| 1999 | Mondiali        | Siviglia    | Marcia 50 km | dnf       | dnf         |                                          |
| 2001 | Mondiali        | Edmonton    | Marcia 50 km | dnf       | dnf         |                                          |
| 2002 | Europei         | Monaco      | Marcia 50 km | 5º        | 3h50'16"    |                                          |
| 2003 | Mondiali        | Saint-Denis | Marcia 50 km | 8º        | 3h46'14"    |                                          |
| 2004 | Giochi olimpici | Atene       | Marcia 50 km | 13º       | 3h53'20"    |                                          |
| 2005 | Mondiali        | Helsinki    | Marcia 50 km | 4º        | 3h44'04"    |                                          |
| 2006 | Europei         | Göteborg    | Marcia 50 km | 4º        | 3h44'17"    |                                          |
| 2007 | Mondiali        | Osaka       | Marcia 50 km | 8º        | 3h57'22"    |                                          |
| 2008 | Giochi olimpici | Pechino     | Marcia 50 km | dnf       | dnf         |                                          |
| 2009 | Mondiali        | Berlino     | Marcia 50 km | Oro       | 3h41'16"    | Record nazionale                         |
| 2010 | Europei         | Barcellona  | Marcia 50 km | dnf       | dnf         |                                          |
| 2011 | Mondiali        | Taegu       | Marcia 50 km | 16º       | 3h54'26"    | Miglior prestazione personale stagionale |
| 2012 | Giochi olimpici | Londra      | Marcia 50 km | 18º       | 3h48'37"    |                                          |